# Умдглеби
Умдглеби (англ. Umdhlebi) — крайне ядовитое дерево, якобы произрастающее в стране Зулу, примерно на территории современной провинции Квазулу-Натал в Южной Африке. Существование этого растения не подтверждено.
Это растение было описано миссионером преподобным Дж. У. Паркером (G. W. Parker), и описание было опубликовано в журнале «Nature» в номере за 2 ноября 1882 года.

## Описание растения
По описанию Паркера, у растения большие, ломкие тёмно-зелёные листья и два слоя коры: внешний, отмерший слой, свисает со внутреннего, живого. Плодоносит оно фруктами, напоминающими чёрные стручки с красными наконечниками, свисающими с веток подобно маленьким столбикам. Плоды имеют у аборигенов большую ценность и используются в лекарственных целях.
Дерево неприхотливо и растёт на любых почвах, от каменистых и песчаных до плодородных.

## Ядовитость
Это дерево окружает себя облаком смертельно-ядовитого газа — парами угольной кислоты или, возможно, каким-либо ядовитым соединением на её основе. Возможно, дерево убивает с помощью ядовитого газа животных вокруг себя, чтобы удобрить почву.
При отравлении газом, выделяемым деревом, краснеют глаза, начинается головная боль, лихорадка, нарушения сознания (делирий), и затем наступает смерть. Поскольку газ крайне ядовит, смерть может наступить и до того, как проявятся любые другие симптомы. Аборигены приближаются к дереву для сбора плодов только с подветренной стороны во время сильного ветра, и собирают только упавшие плоды для экономии времени.

## Существование
Существование этого растения остаётся неподтверждённым. Причин для сомнений в существовании этого растения немало, и главная заключается в том, что за более чем 120 лет с момента описания этого растения ни один экземпляр не попал в руки ботаников. Кроме того, за исключением описания Паркера, никто больше не сталкивался с этим деревом.